# Sara Josephine Baker
Sara Josephine Baker (Poughkeepsie, Nueva York, 15 de noviembre de 1873-Nueva York, 22 de febrero de 1945) fue una médica estadounidense, reconocida por estudiar la mortalidad infantil y bajarla sanitariamente.
Fue la primera ciudadana de los Estados Unidos en recibir un doctorado en salud pública. Como directora del sector de higiene infantil de Nueva York, ayudó a disminuir la tasa de mortalidad infantil de la ciudad al mínimo, más que cualquier otra población del país.
Baker respaldó la creación de la Asociación Estadounidense de Higiene Infantil y organizó lo que después se conocería como la Federación del Bienestar Infantil de Nueva York. Publicó también cinco libros sobre la higiene de los niños.

## Otras lecturas
- Baker, S. J. (1939). Fighting for life. New York: The Macmillan company. The book was re-issued in September 2013 in the NTRB Classics series, with an introduction by Helen Epstein ISBN 9781590177068.
- Leavitt, Judith Walzer (1996) Typhoid Mary.  Captive to the Public's Health.  Boston: Beacon Press.
- Matyas, M.L. (1997). “Sara Josephine Baker, Physician & Public Health Worker, 1873-1945 Archivado el 27 de marzo de 2019 en Wayback Machine.,” in Matyas, M.L. & Haley-Oliphant, A.E. (Editors). (1997). Women Life Scientists: Past, Present, and Future – Connecting Role Models to the Classroom Curriculum. Bethesda, MD: Am. Physiological Soc. p. 81-106.
- Scholer, A.M. (1997) Louise Pearce, (1885–1959) In, Women in the biological sciences: a bibliographic sourcebook. *Grinstein, L.S., C.  A. Biermann, & R. K. Rose. Greenwood Press.

- Datos: Q4793362
- Multimedia: Sara Josephine Baker / Q4793362